# 1414 w literaturze
Wydarzenia literackie w 1414 roku.

## Urodzili się
- Maulana Dżami, perski poeta